# Керамическая плитка

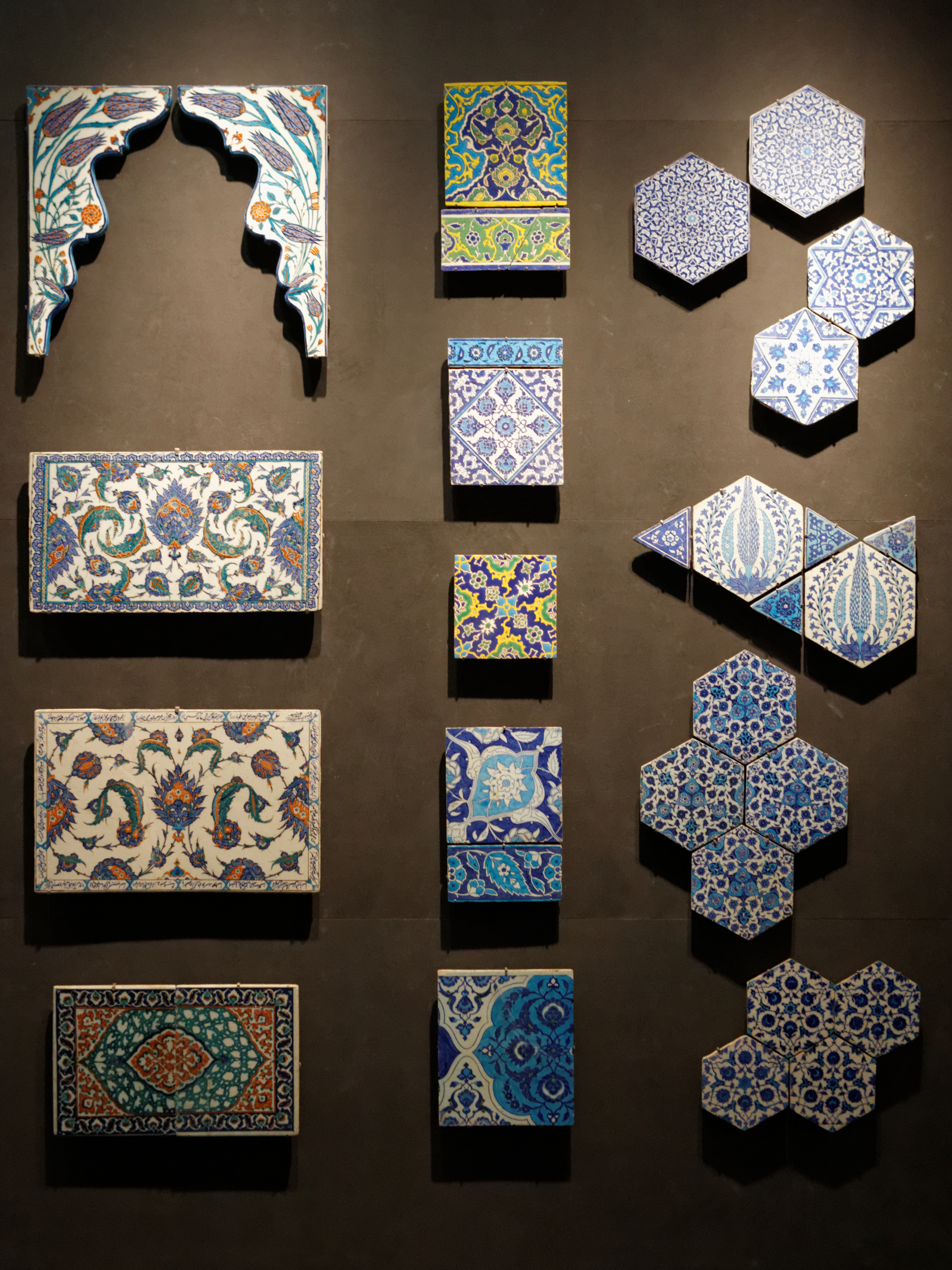
Образцы керамической плитки времён Оттоманской империи, коллекция Лувра

Керами́ческая пли́тка, или ка́фель (от нем. Kachel), — пластины из обожжённой глины, на современном рынке чаще всего плоские, квадратной или прямоугольной формы.

## Изобретение

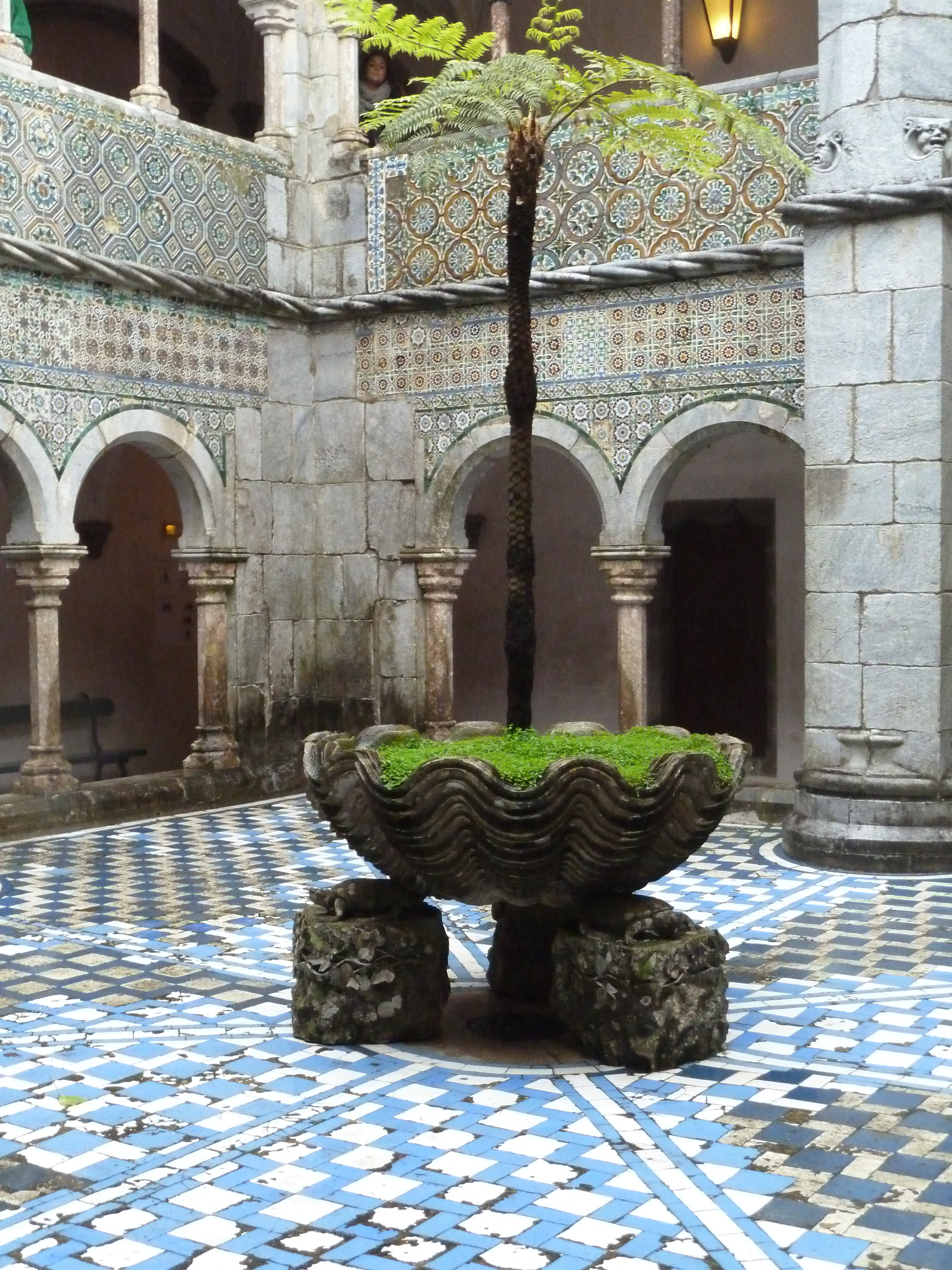
Внутренний дворик, выложенный керамической плиткой. Дворец Пена, Португалия

Первые образцы керамической плитки были найдены в Междуречье Тигра и Евфрата.
По мнению исследователей, первая плитка по размерам и форме напоминала мозаику, которая во втором и третьем тысячелетии до нашей эры использовалась для отделки храмов и дворцов знати. Однако от мозаики такая плитка отличалась целостным рисунком, изображённым на каждой плитке. По толщине она была немного тоньше небольшого кирпича. На лицевую сторону плитки наносился орнамент в виде узоров различной формы. Современная плитка в восточном стиле унаследовала много общих с плиткой Междуречья тенденций в изготовлении орнамента, однако значение большинства символов безвозвратно утеряно.
Долгое время отделка в вавилонских храмах и дворцах выполнялась покрытым глазурью кирпичом — предшественником керамической плитки. Толщина глазури на таких кирпичах превышала 10 мм, что придавало ей необычайную прочность. Применялась преимущественно бирюзовая и светло-зелёная глазурь, которая наносилась на рисунок. В Вавилоне популярными были рисунки, стилизовавшие растения, животных, геометрические фигуры.

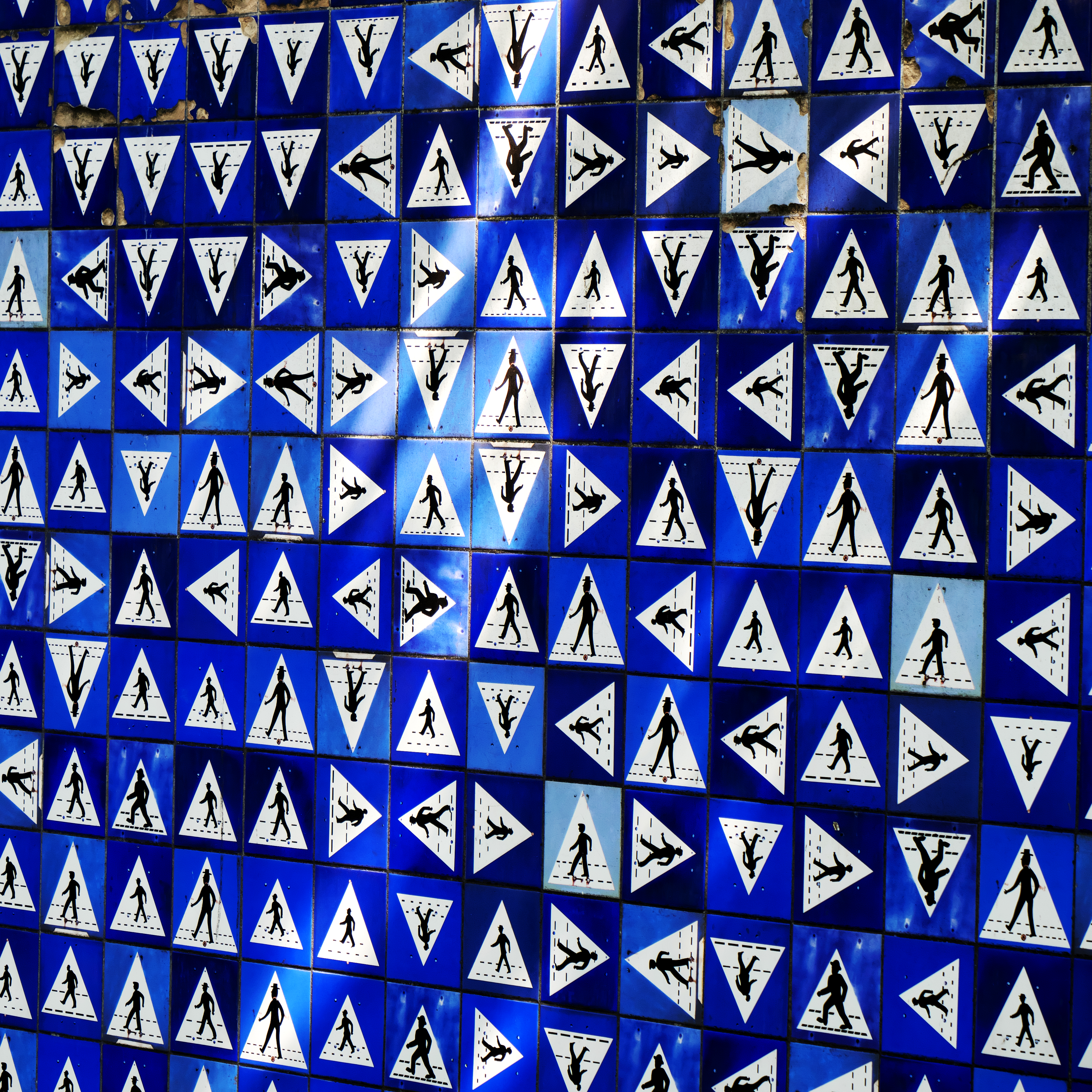
Мозаика из керамической плитки, Бременский университет, Германия.

Однако керамическая плитка в том виде, в каком её знаем мы, появилась только в эпоху древнеперсидской династии Ахеменидов. В древнеиранских городах Сузе и Персеполе была найдена керамическая плитка размером 15х15 см и толщиной 10 мм.

## Методики изготовления

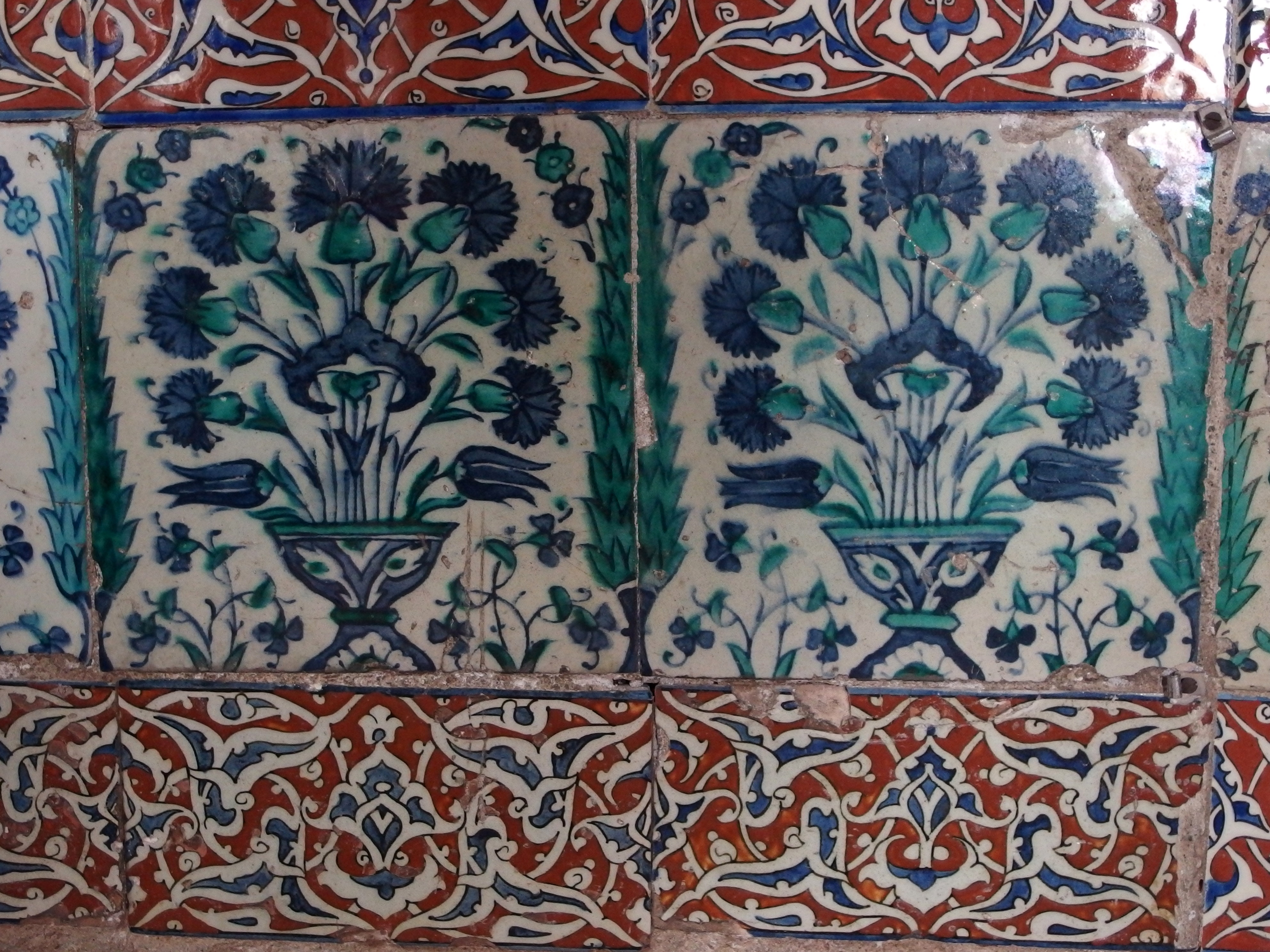
Фрагмент керамического панно дворца Топкапы, Турция

Литьё — глиняная масса разливается по формочкам и обжигается. Это самый древний способ изготовления плитки, но теперь он не используется: края плитки получаются неровными, а плитки — неодинаковыми.
Этот метод иногда используется на отдельных мелких фабриках, но такое производство получается дорогим.
Экструдирование — вытягивание и резка глиняной массы с помощью специального станка.
Прессование — в настоящий момент это самый распространённый и технологичный метод изготовления керамической плитки. Готовые изделия получаются максимально прочными, а также обладают высокими эстетическими качествами.
Стрелка на тыльной стороне плитки указывает направление выхода из печи при обжиге.

## Напольная плитка

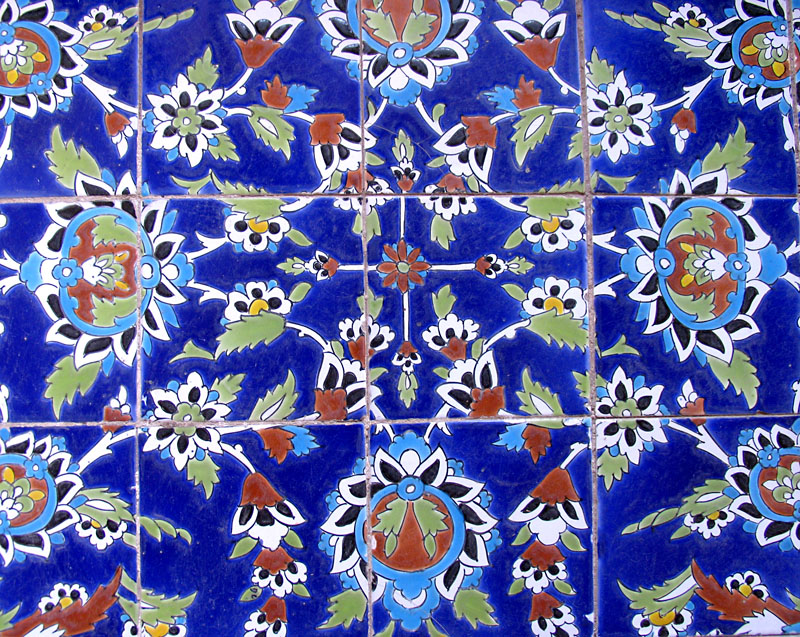
Напольная плитка лестничных маршей из дворца Али-Капу, Иран

Напольная керамическая плитка может быть глазурированной и неглазурированной. Мозаика выкладывается различными методами. Плитка на полу кладётся, как правило, на клей, состоящий из песка, цемента и иногда латексной присадки для дополнительной прочности. Межплиточные швы (промежутки между плитками), как правило, заполняются специальными составами — затирками.
Также существует родственный керамической плитке материал — керамический гранит (керамогранит). Этот материал в отличие от керамической плитки подходит для наружных работ. Эта особенность обусловлена тем, что керамический гранит изготавливается из смеси каолиновых и иллитовых глин с добавлением кварцевого песка и полевого шпата, прессуется при большем давлении и обжигается при температуре около 1300 °C. При этом получается более плотный материал с водопоглощением менее 0,05 % (у керамической плитки до 20 %). Важным следствием малого водопоглощения является морозостойкость керамогранита.

## Декоративная плитка

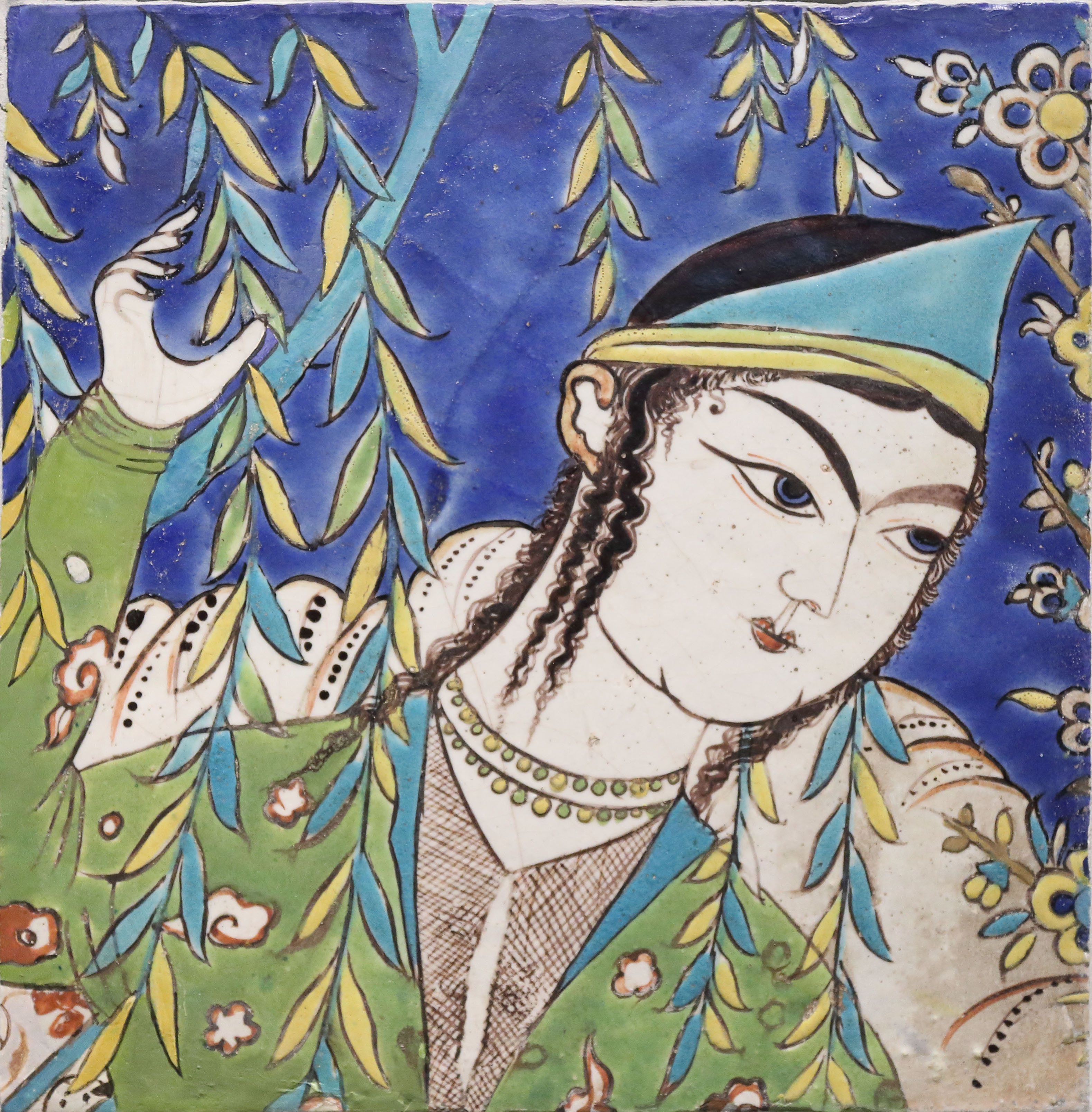
Плитка XVII века из Ирана, коллекция музея Музей Виктории и Альберта

Декоративная керамическая плитка обычно имеет форму мозаики на стене, полу или потолке здания. Хотя декоративная плитка была известна и широко использовалась в древнем мире (о чём свидетельствуют великолепные мозаики из Помпей и Геркуланума), она, пожалуй, достигла своего наибольшего развития в исламском мире.
Декоративная керамическая плитка с рельефной коробочкой с обратной стороны называется изразцами. Она часто применяется для облицовки печей и каминов, а также стилизации под такое оформление.

## Восточная школа керамической плитки
Возможно, из-за норм мусульманского права (шариат), которые отказываются от изображения религиозных святынь в пользу более абстрактных и универсальных представлений о божественном, многие считают, что декоративная плитка достигла своего зенита на Востоке. За́мки, общественные здания, мечети обильно украшены густыми, часто повсеместными керамическими мозаиками удивительной сложности. Благодаря влиянию и распространению ислама в Средние века эта традиция нашла выражение в других странах Средиземноморья, в первую очередь в Испании и Португалии, знаменитой своими многоцветными «азулежу».

## Метлахская плитка
Метлахская плитка своим названием обязана городу Метлах (Mettlach) в области Саар Германии. В Средние века, с X века, в долине реки Саар, притока Мозеля, впадающего в Рейн, в аббатстве Метлах, производили изделия из цветных, так называемых глино-каменных масс, или штайнгуты. С 1809 года в зданиях бывшего аббатства располагается керамическая фабрика, продолжающая средневековые традиции керамического ремесла. На фабрике выпускали пивные кружки «шнелла» с рельефным декором и другие изделия, расписанные жёлтой, зелёной и красной красками. В конце XIX века в дополнение к ставшей известной на всю Европу «метлахской посуде» стали выпускать материалы для мозаики и облицовочные «метлахские плитки».
Метлахские плитки с конца XIX — начала XX века были известны и в России, особенно в Санкт-Петербурге, где ими облицовывали полы́ лестничных клеток жилых и общественных зданий. Такие плитки изготовлены из особо прочной глино-каменной массы, чаще желтоватой, охристой или красно-коричневой окраски. Метлахскую плитку обжигают при высокой температуре (1200 °С). Плитки прочны, влаго- и морозоустойчивы. Поэтому их использовали и для наружной облицовки зданий.